# Ekanit
Ekanit – minerał z gromady krzemianów, krzemian pierścieniowy. Należy do grupy minerałów bardzo rzadkich.
Znany od 1961 r. – został odkryty przez F.L.D. Ekanayake.

## Właściwości
Minerał metamiktyczny, po ogrzaniu rekrystalizuje w fazę tetragonalną. Często mylony jest z turmalinem. Zazwyczaj tworzy kryształy wrosłe, nieforemne (do 1 cm). Jest radioaktywny. Jest minerałem kruchym, przezroczystym do przeświecającego. Częstymi zanieczyszczeniami są uran, ołów, żelazo, glin, mangan oraz magnez.

## Występowanie
Powstaje w strefach kontaktowych wtrąceń alkalicznych skał magmowych z utworami wapiennymi. Występuje w aluwiach. Najczęściej współwystępuje z takimi minerałami jak: czaroit, tinaksyt, mikroklin, kwarc, kalcyt, wollastonit, diopsyd i tytanit. 

## Miejsce występowania[1]
- jego największe ilości wydobywane są na Sri Lance – Eheliyagoda, Ratnapura (okazy po oszlifowaniu wykazują asteryzm),
- złoża znajdują się także w Rosji – masyw muruński (okolice Bajkału i Jakucka) jest spotykany w czaroitytach obok czaroitu,
- Kanada (Ameryka Północna) – Jukon, G. Tombstone, Quebec,
- Włochy – Lacjum, Toskania,
- USA – Kalifornia,

## Zastosowanie
- jest interesujący dla naukowców i kolekcjonerów,
- ma znaczenie gemmologiczne.